# Castelfranco Piandiscò
Castelfranco Piandiscò est une commune italienne de 9 774 habitants (au 31 décembre 2022) située dans la province d'Arezzo en région Toscane et est membre de l'association I Borghi più belli d'Italia.

## Géographie
L'endroit se trouve à environ 30 km au nord-ouest de la capitale provinciale Arezzo et à environ 30 km au sud-est de la capitale régionale Florence . La commune est située dans la campagne du Valdarno (haute vallée de l'Arno ). La rivière la plus importante de la commune est le Torrente Faella , long de 12 km.
Les hameaux les plus importants sont Castelfranco di Sopra, Faella et Pian di Scò.

## Communes voisines
Castel San Niccolò, Figline e Incisa Valdarno, Loro Ciuffenna , Reggello, San Giovanni Valdarno et Terranuova Bracciolini.

## Histoire
La commune a été créée le 1er janvier 2014 par la fusion des communes auparavant indépendantes de Castelfranco di Sopra et Pian di Scò. Lors du référendum des 21 et 22 avril 2013, 61,02 % (taux de participation de 60,70 %) ont voté pour la fusion à Castelfranco di Sopra et 52,66 % (taux de participation de 34,02 %) à Pian di Scò. La loi fusionnant les deux communes est la Legge Regionale no 32 du 18 juin 2013. La mairie est située à Castelfranco di Sopra.

## Personnages
- Gastone Simoni (né en 1937 à Castelfranco di Sopra ; † 2022), évêque
- Franco Chioccioli (né en 1959 à Castelfranco di Sopra), cycliste